# Lule älv

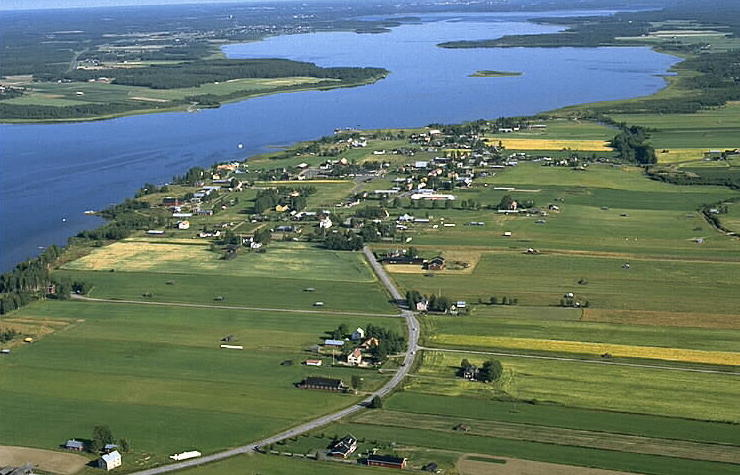
Flygfoto över Avan och Luleälven från 1994.

Lule älv, eller Luleälven, på lulesamiska Julevädno, är en älv i norra Norrland (Norrbottens län). Älven är 461 km lång och har ett avrinningsområde på 25 240 km². Namnet kommer av lulesamiska lulij 'den som bor i öster', som förr betecknade skogssamer och kan betyda 'skogssamernas älv'. På samiska heter Stora Luleälven Stuor Julevädno.
Lule älv rinner upp i närheten av Sulitelma vid gränsen mot Norge, passerar de stora sjöarna Virihaure (580 m ö.h.) och Vastenjaure (547 m ö.h.) och rinner under namnet Vuojatätno åt nordost till det stora regleringsmagasinet Akkajaure där den vänder mot sydost, passerar Stora Sjöfallet och Stora Lulevatten och sedan flyter utan att passera stora sjöar till mynningen i Bottenviken vid Luleå. Lule älvs huvudfåra flyter genom kommunerna Gällivare, Jokkmokk, Boden och Luleå. Största biflöde är Lilla Luleälven. Andra större biflöden är Viedásädno, ett kort vattendrag som avvattnet Satihaure och mynnar vid Vietas strax nedströms Stora Sjöfallet, samt Bodträskån, som mynnar vid Bodträskfors mittemot Harads.
Medelvattenföringen vid mynningen är 506 m³/s, vilket gör Lule älv till den näst vattenrikaste i Sverige (efter Göta älv). Lule älv har också en mycket stor medelvattenföring i förhållande till avrinningsområdets storlek, som är 25 240 km². Detta beror mest på att Sarek och Padjelanta är mycket nederbördsrika. Som jämförelse kan sägas att Torne älv inklusive Tärendö älv, med ett avrinningsområde på cirka 40 000 km2, har en medelvattenföring på cirka 460 m³/s. Lule älv har redan vid utloppet i Akkajaure en medelvattenföring på 102 m³/s, och vid inloppet till Langas har älven en vattenföring på 200 m³/s (innan Ritsemtunneln byggdes var den 160 m³/s). Vid Harsprånget uppgår vattenföringen till 268 m³/s, och vid Porsi, nedan den punkt där Stora Lule älv förenas med Lilla Lule älv, uppgår medelvattenföringen till 465 m³/s.

## Naturlig fauna
Innan vattenkraftsutbyggnaden gick lax i huvudfåran regelmässigt upp till Edeforsen, 110 km från mynningen, där det sedan medeltiden fanns ett betydelsefullt laxfiske (Edefors laxfiske). Om laxen inte fångades där kunde den fortsätta ända till den höga forsen Harsprånget, 180 km upp. I Lilla Lule älv gick laxen ibland upp i Pärlälven, 210 km från mynningen.

## Kraftverk i Lule älv

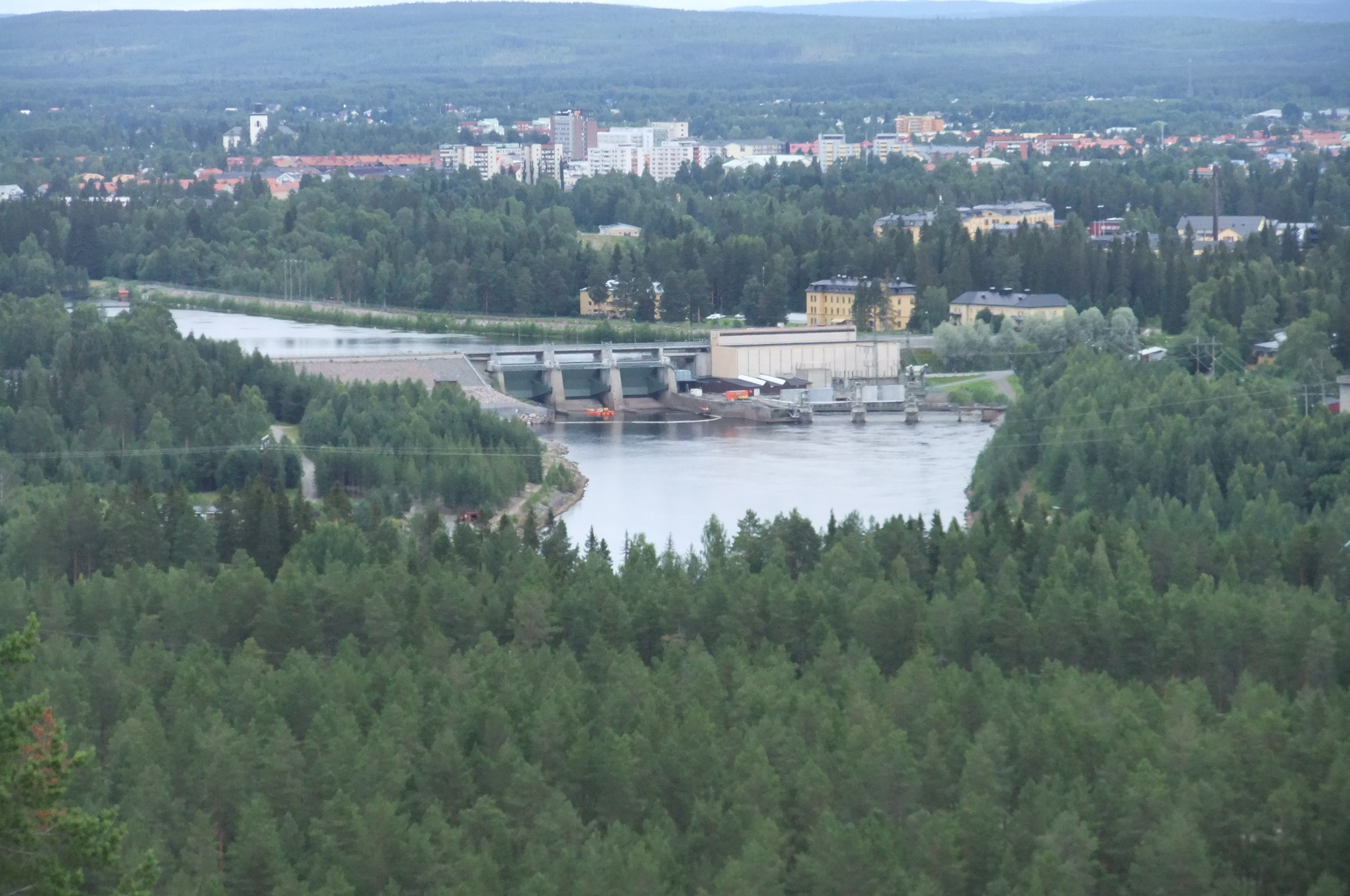
Bodens vattenkraftverk sett från Rödbergsfortet.

Lule älv byggdes tidigt ut för att producera vattenkraft. Det fanns flera skäl till det. Vattenföringen är hög och de stora sjöarna i älvens översta del kunde utnyttjas för att bygga regleringsmagasin. Fallhöjden är ofta koncentrerad till korta sträckor. Den drygt 20 km långa sträckan mellan Stora Lulevatten och magasinet vid Messaure sticker ut för sin branta lutning, där älven sammantaget faller 207 m, varav 60 m vid Porjus, 107 m vid Harsprånget och cirka 40 m vid Ligga. Detta avsnitt av älven står ensamt för 30% av produktionen (4,2 TWh) i hela älvsystemet och fallhöjden tillsammans med sträckans relativt höga vattenföring skapar en sammantagen koncentrerad potential som saknar motsvarigheter i Sverige, och som också är sällsynt i övriga Europa, jämförbar med Ulla-Førre i Norge. Även i Lilla Lule älv finns mycket gynnsamma förhållanden för vattenkraft.
Vattenkraftverken i Lule älv ägs samtliga av Vattenfall AB.
| Kraftverk   | Startår | Normal årsprod. (GW·h) | Max. effekt (MW) |
| ----------- | ------- | ---------------------- | ---------------- |
| Ritsem      | 1977    | 481                    | 320              |
| Vietas      | 1971    | 1 123                  | 320              |
| Porjus      | 1915    | 1 233                  | 422              |
| Harsprånget | 1951    | 2 131                  | 811              |
| Ligga       | 1954    | 791                    | 320              |
| Messaure    | 1963    | 1 827                  | 428              |
| Seitevare   | 1967    | 787                    | 201              |
| Parki       | 1970    | 85                     | 19               |
| Randi       | 1976    | 226                    | 85               |
| Akkats      | 1973    | 565                    | 156              |
| Letsi       | 1967    | 1 850                  | 474              |
| Porsi       | 1961    | 1 145                  | 273              |
| Laxede      | 1962    | 885                    | 200              |
| Vittjärv    | 1974    | 175                    | 31               |
| Boden       | 1971    | 455                    | 75               |
| Totalt      |         | 13 759                 | 4 135            |

Sammanlagd effekt är cirka 4,1 GW och den normala årsproduktionen är ca 13,7 TWh, vilket är ca 9% av Sveriges elproduktion.